# Filipp Kirkorov
Filipp Bedrosovitj Kirkorov (russisk: Филипп Бедросович Киркоров, bulgarsk: Филип Киркоров tr. Filip Kirkorov ; født 30. april 1967 i Varna, Bulgarien) er en bulgarsk-russisk sanger, sangskriver og producer, bosat i Moskva, Rusland. Filipp Kirkorov er en af Ruslands allerstørste popstjerner.

## Biografi
I 1984 begyndte Filipp Kirkorov på Gnesin State Music School og uddannede sig i 1988. Hans musik kunne bedst betegnes som russisk pop, men modsat lignende kunstnere i den periode, havde hans musik meget vestlige præg. Hans karriere voksede og voksede, men fik uden tvivl sit peak mht. medieomtale og mediefokus, da han friede til Alla Pugatjova, en af de bedst sælgende sangere nogensinde med over 200 millioner albums bag sig, og blev gift med hende.

### Involvering i Eurovision Song Contest
Han repræsenterede Rusland ved Eurovision Song Contest i 1995 med sin sang "Kolybelnaja dlja vulkana" ((dansk) Vuggevise for en vulkan), der blot formåede at høste en 17. plads. Der var stor skuffelse i Rusland over, at deres største stjerne ikke klarede sig bedre. Han er vendt tilbage til Eurovision Song Contest senere, som sangskriver med stor succes. For Hviderusland skrev han i 2007, "Work Your Magic" til Dzimitryj Kaldun, som gav Hviderusland deres første finaleplads nogensinde, og en 6. plads i finalen, ud af 24 lande. For Ukraine skrev han i 2008, "Shady Lady" til Ani Lorak , som endte på en 2.plads. I 2010 skrev han sangen "White Nights" til Dima Bilan, som skulle have deltaget i den lokale russiske grand prix-finale, men af uvisse grunde blev sangen trukket tilbage fra det endelige felt. For Moldova  skrev han sammen med Dimitris Kontopoulos  i 2021 sangen "Sugar" til sangeren Natalia Gordienko. Denne gang fik Moldova en 13. plads.

## Diskografi
Album-udgivelser
- 1990: Philipp
- 1990: Sinbat-Morehod
- 1991: Nebo I Zemlya
- 1991: Ti, Ti, Ti
- 1992: Takoi Sakoi
- 1994: Ya Ne Raphael
- 1995: Primadonna
- 1995: Ckazi Solncu - "Da"
- 1998: Edinstvenaya
- 1998: Oi, Mama Shika Dam
- 2000: Chelofilia
- 2001: Magico Amor
- 2002: Vlubloniy I Bezumno Odinokiy
- 2003: Neznakomka
- 2007: For You

Single-udgivelser
- 1999: Mish`
- 2000: Ogon` I Voda
- 2000: Kilimandzaro
- 2001: Diva
- 2001: Ti Poveriz`?
- 2001: Ya Za Tebya Umru
- 2001: Maria
- 2002: Zesrokaya Lubov`
- 2004: Sam P..A?! Ili Kirkorov MAZZDie!!!
- 2005: Kak Sumashedshiy Ya (duet with Sakis Rouvas)
- 2009: Zara

Opsamlingsalbum
- 2001: Vchera, Segodnya, Zavtra... (Yesterday, Today, Tomorrow... )
- 2003: Luchshie Pesni (The Best Songs)
- 2004: Dueti (Duets)